# Nikolaj Fjodorovitj Golovin

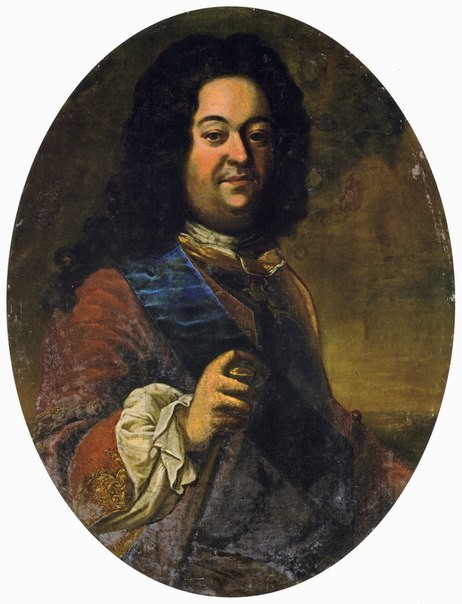
Nikolaj Golovin.

Nikolaj Fjodorovitj Golovin (ryska: Николай Фёдорович Головин), född 1695, död den 15 juli 1745, var en rysk sjömilitär och diplomat. Han var son till Fjodor Golovin.
Golovin skickades 1708 av tsar Peter till England och Nederländerna, där han under flera  år studerade sjökrigsväsendet, och betroddes efter hemkomsten med viktiga befäl inom flottan. Enligt uppgift skall han ha mutat amiral John Norris med 30 000 rubler.
Golovin var 1725–1732 sändebud i Stockholm och sökte därunder enligt tidens sed genom korruption understödja det holsteinska partiet. Han efterträddes av sin företrädare på posten, Michail Bestuzjev-Rjumin. Han  blev 1733 amiral och president i amiralitetskollegiet, senare också senator. I kriget med Sverige 1742–1743 kommenderade han den ryska östersjöflottan.